# Jurij Nikulin
Jurij Nikulin (Demidov, 18. prosinca 1921. – Moskva, 21. kolovoza 1997.), ruski glumac.
Najpoznatije njegovo djelo je najvjerojatnije film Brilijantovaja ruka.
Filmovi u kojima je glumio: 
- Ruka od dragulja (1968.)